# Церковь Покрова Пресвятой Богородицы (Надеждино)
Церковь Покрова Пресвятой Богородицы (Покровская церковь) — православный храм в деревне Надеждино Дмитровского городского округа Московской области.
Относится к Дмитровскому благочинию Сергиево-Посадской епархии Русской православной церкви.

## История
Каменная однокупольная церковь Покрова Пресвятой Богородицы в стиле ампир была построена в 1838—1843 годах на средства помещика, надворного советника С. А. Норова. Она была создана как домовый храм при усадьбе Норовых и приписана к Введенской церкви, находившейся на погосте «Чёрная Грязь» деревни Очево.
Пережив Октябрьскую революцию, храм был закрыт в 1930 году храм. Долгое время после этого его здание использовалось в хозяйственных целях, а затем было заброшено. Бо́льшая часть здания церкви к концу 1990-х годов была разрушена. Сохранились только части капитальных стен здания в основании восьмерика и опиравшиеся на них подпружные арки.
Руинированное здание храма было передано верующим после распада СССР. В 1999 году силами приходской общины были проведены реставрационные работы по воссозданию утраченных объёмов здания и реставрация руин его центральной части. 14 октября 2003 года в возрождённой церкви было проведено первое богослужение в честь праздника Покрова Пресвятой Богородицы. Полностью Покровская церковь была восстановлена в 2018 году.
В восстановлении храма большое участие принял сын последнего владельца усадьбы «Надеждино» Алексей Матвеевич Поливанов (1922—2004), член Русского географического общества. Он предоставил в распоряжение реставраторов фотографию, сделанную в 1887 году, с подлинным изображением церкви. По этому снимку и было воссоздано современное здание храма.

## Настоятели
Настоятелем храма с июля 2018 года является протоиерей Ростислав Владимирович Шишов.